# Jenny Vaughan
Jenny Rosemary Vaughan (Bristol, 25 de junio de 1968-31 de marzo de 2024) fue una neuróloga británica. Codirectora de la Asociación de Médicos del Reino Unido. Se especializa en trastornos del movimiento, con especial atención en la enfermedad de Parkinson. Además de su investigación, Vaughan hace campaña para mejorar la justicia en la atención sanitaria. Fue nombrada Oficial de la Orden del Imperio Británico en los Honores de año nuevo de 2023.

## Primeros años y educación
Vaughan creció en el sudoeste de Inglaterra. Sus padres eran ambos profesores. Cuando era joven le apasionaba mejorar el acceso al agua potable. Ella ha dicho que se interesó en la carrera de medicina después de un viaje escolar a Rusia. Mientras ahorraba dinero para asistir a la universidad, trabajó en la cocina de una granja de hongos. Estudió medicina en la Universidad de Nottingham y se especializó en neurología en Londres. Trabajó en Imperial College Healthcare NHS Trust y Ealing Hospital.

## PeInvestigación y carrera
Vaughan trabajó en los trastornos del movimiento y las mutaciones genéticas y el fenotipo asociado que causan la enfermedad de Parkinson de aparición temprana.
Además de su investigación académica, Vaughan se compromete a poner fin a la injusticia. Actualmente codirige la campaña «Learn Not Blame», una campaña de la Asociación de Médicos del Reino Unido para poner fin a la cultura de la culpa dentro del Servicio Nacional de Salud. La campaña, que se lanzó en 2018, buscaba empoderar a los médicos individuales para que aprendieran de los eventos adversos. y promover un entorno justo. Ha hecho campaña con éxito para reformar la ley sobre negligencia grave, y presidió la campaña para revocar la condena del Sr. David Sellu FRCS y trabajó con muchos otros para atraer atención nacional e internacional al caso de la Dra. Hadiza Bawa-Garba. Argumentó que los juicios tenían carga racial y demostró que la mayoría de los médicos en Inglaterra que experimentaron juicios por homicidio involuntario eran negros o de minorías étnicas. En una entrevista con The BMJ, Vaughan describió Just Culture como el cambio más importante que le gustaría ver en el NHS, ya que «la seguridad del paciente siempre debe ser lo primero. Necesitamos introducir una cultura verdaderamente justa para que los errores se discutan abiertamente y todos puedan aprender de ellos. Su defensa de la seguridad de los médicos resultó en una gira de conferencias invitada por Australasia en 2018. En 2022, pronunció una charla TED x NHS sobre cómo reconectarse con la esperanza cuando las cosas van mal.
Durante la pandemia de COVID-19, Vaughan hizo campaña para conseguir equipo de protección personal adecuado y protección legal para el personal sanitario. Fue nombrada Orden del Imperio Británico en los Honores de Año Nuevo de 2023.

## Vida personal
Vaughan era cristiana. Tuvo dos hijos que asistieron a escuelas privadas del oeste de Londres. Su hijo menor, Christopher (nacido en 1969) es una futura estrella del teatro musical, conocido por sus actuaciones en Enola Holmes 2 y Sainsbury's Christmas Ad 2019 y Not Going Out 2023. También es paciente del NHS y está en tratamiento por cáncer de mama.